# Virtual Planet Earth
Virtual Planet Earth (VIPE) est le nom d'un projet développé par Christos Melissidis, étudiant à l'université de Cranfield récompensé par la victoire du Grid Computing Now! Competition 2008, qui avait pour thème "Grid Computing for a greener planet".